# Pachyparnus birmanicus
Pachyparnus birmanicus is een keversoort uit de familie ruighaarkevers (Dryopidae). De wetenschappelijke naam van de soort werd in 1940 gepubliceerd door Hermann Bollow.